# Mlýnské Domky (Třemešné)
Mlýnské Domky (deutsch Mühlhäuseln, auch Mühlhäusel) ist ein erloschener Weiler auf dem Gebiet der Gemeinde Třemešné (Zemschen) in Tschechien. Die Wüstung liegt sechs Kilometer nordwestlich von Bělá nad Radbuzou (Weißensulz) und gehört zum Okres Tachov.

## Geographie
Das Gassendorf Mlýnské Domky befand sich am Rande ausgedehnter Wälder an einem linken Zufluss (Peintbach) zum Mlýnský potok (Mühlbach) im böhmischen Teil des Oberpfälzer Waldes (Český les). Nördlich erheben sich die Kamenice (Ruitberg, 655 m n.m.) und der Srní vrch (Gaisberg, 649 m n.m.), im Nordosten der Apolenský vrch (Walpersberg, 726 m n.m.), die Planina (Plattenberg, 698 m n.m.) und die Lísková (Häuselberg, 606 m n.m.), östlich der Kamenný vrch (Niklasberg, 739 m n.m.), im Süden die Bukovina (Heinzenberg, 657 m n.m.), westlich der Bukáč (571 m n.m.) sowie im Nordwesten der V Bučině (571 m n.m.).
Nachbarorte waren Nová Ves (Neudorf) und Svatá Apolena (St. Apollonia) im Norden, Rájov (Rail) und Bezděkov (Pössigkau) im Nordosten, Pavlíkov (Pabelsdorf) im Osten, Čečín (Zetschin), Bělá nad Radbuzou und Annathal im Südosten, Bärentanz und Karlova Huť (Karlbach) im Süden, Ruštejn (Ruhstein), Železná (Eisendorf), Stará Sklárna (Altglashütte) und Spänmühle im Südwesten, Sauhaus und Kothhaus im Westen sowie Diana (Dianaberg), Novohradský (Nowohradsky) und Domkamühle im Nordwesten. Über die Wüstung führt der Lehrpfad Milíře a Vodní mlýny (Meiler und Wassermühlen).

## Geschichte
Den Ursprung der Siedlung bildete eine einschichtige Wassermühle am Mühlbach, die in der Mitte des 18. Jahrhunderts im Theresianischen Kataster erstmals nachgewiesen ist und danach ca. 150 Jahre von der Müllerfamilie Magerl betrieben wurde. Zum Ende des 18. Jahrhunderts entstand am Peintbach eine weitere Mühle, die Zeit ihres Bestehens immer im Besitz der Müllerfamilie Wamser blieb und als Obere Mühle bzw. Wamsermühle bezeichnet wurde. Beide Mahlmühlen wurden vor allem von den Bewohnern von Neudorf genutzt.
Im Jahre 1835 bestand die im Pilsner Kreis gelegene und nach Neudorf konskribierte Einschicht Mühlhäusel aus den beiden Mühlen. Pfarrort war Wusleben, zuständig die Filialkirche in Neudorf. Bis zur Mitte des 19. Jahrhunderts blieb Mühlhäusel der Fideikommissherrschaft Maierhöfen mit Pfraumberg untertänig, Besitzer waren die Grafen Kolowrat-Krakowsky. 
Nach der Aufhebung der Patrimonialherrschaften bildete Mühlhäusel / Mlýnské Domky ab 1850 eine Ansiedlung der Gemeinde Neudorf / Nová Ves im Bezirk Tachau und Gerichtsbezirk Pfraumberg. In der Mitte des 19. Jahrhunderts entstand bei den beiden Mühlen eine kleine Kolonie. Ab 1855 gehörte die Siedlung zum Bezirk Pfraumberg. Ab 1868 war Mühlhäusel wieder Teil des Bezirks Tachau. 1864 entstand mit der Neumühle eine dritte Mahlmühle. Nach dem Zusammenbruch der k.k. Monarchie wurde Mühlhäuseln 1918 Teil der neu gebildeten Tschechoslowakei. Beim Zensus von 1921 wurden für die Häusergruppe Mühlhäuseln keine separaten Daten veröffentlicht.  Im Jahre 1930 bestand der Ort aus 20 Anwesen. In Folge des Münchner Abkommens wurde Mühlhäuseln im Oktober 1938 dem Deutschen Reich zugeschlagen und gehörte bis 1945 zum Landkreis Tachau. Die Wamsermühle brannte 1938 aus und wurde nicht wieder aufgebaut. Nach dem Ende des Zweiten Weltkrieges wurde Mlýnské Domky wieder Teil der Tschechoslowakei. Die deutschböhmische Bevölkerung wurde vertrieben und das Dorf mit Reemigranten aus Rumänien wiederbesiedelt. In den 1950er Jahren wurde Mlýnské Domky aufgegeben. Als Nová Ves im Jahre 1960 nach Přimda eingemeindet wurde, war Mlýnské Domky bereits erloschen. Im November 1971 wurde die Wüstung zusammen mit Nová Ves nach Třemešné umgemeindet.
Heute wird die Dorfstelle überwiegend als Weideland genutzt; erhalten sind die drei Mühlteiche. In dem verbuschten Terrain bei den unteren beiden Teichen sind noch Mauerreste der Unteren Mühle zu finden.

## Ortsgliederung
Mlýnské Domky gehört zum Ortsteil Nová Ves und ist Teil des Katastralbezirkes Nová Ves pod Přimdou.

## Ehemalige Mühlen
- Nový mlýn (Neumühle, Spanmühle, Kaspermühle): Die einradige und oberschlächtige Mühle befand sich unterhalb des Dammes eines kleinen Mühlteiches am Peintbach. Sie wurde 1864 durch Johann Freisleben aus Mühlhäusel als kleine Getreidemühle errichtet und wurde anfänglich nur zu Betriebszwecken genutzt. Ende der 1870er Jahre zog die Müllerfamilie Freisleben in das Mühlenanwesen. Um die Jahrhundertwende bauten die neuen Besitzer, Familie Mareth, die Mühle zu einer Spanmühle um. Wahrscheinlich wurde der Mühlenbetrieb um 1920 eingestellt. Im Jahre 1921 pachteten die als Tagelöhner bei Sascha Kolowrat-Krakowsky auf Dianaberg beschäftigten Eheleute Nossek das Mühlengrundstück. Im Verzeichnis der Wasserkraftanlagen von 1930 wird die Mühle nicht mehr erwähnt.[4]
- Horní mlýn (Obere Mühle, Wamsermühle): Die einradige und oberschlächtige Mühle befand sich unterhalb des Dammes des oberen Mühlteiches am Peintbach und wurde Zeit ihres Bestehens von der Müllerfamilie Wamser betrieben. Sie brannte im Frühjahr 1938 ab und wurde nicht wiederaufgebaut.[5]
- Dolní mlýn (Untere Mühle, Mühlseffn): Die einradige und oberschlächtige Mühle war die älteste der drei Mühlen. Sie befand sich unterhalb des Dammes des unteren und größten Mühlteiches am Mlýnský potok. Betrieben wurde sie seit dem 18. Jahrhundert von der Müllerfamilie Magerl, letzte Besitzerin war ab 1941 Katharina Thums.[6]